# Rode oker
Rode oker is een rood pigment dat al in de prehistorie werd gebruikt voor schilderingen in grotten, bijvoorbeeld voor een afdruk van een hand. Het pigment behoort tot de aardkleuren. De kleur is afkomstig van ijzer(III)oxide (Fe2O3). De kleur doet dan ook denken aan de kleur van roest.
Het natuurlijke mineraal bestaat uit silicium en klei, maar dankt zijn kleur aan het genoemde ijzeroxide. Het komt over de gehele wereld in verschillende kleurschakeringen voor, vanaf geel tot bruin en zelfs zwak blauwachtig.

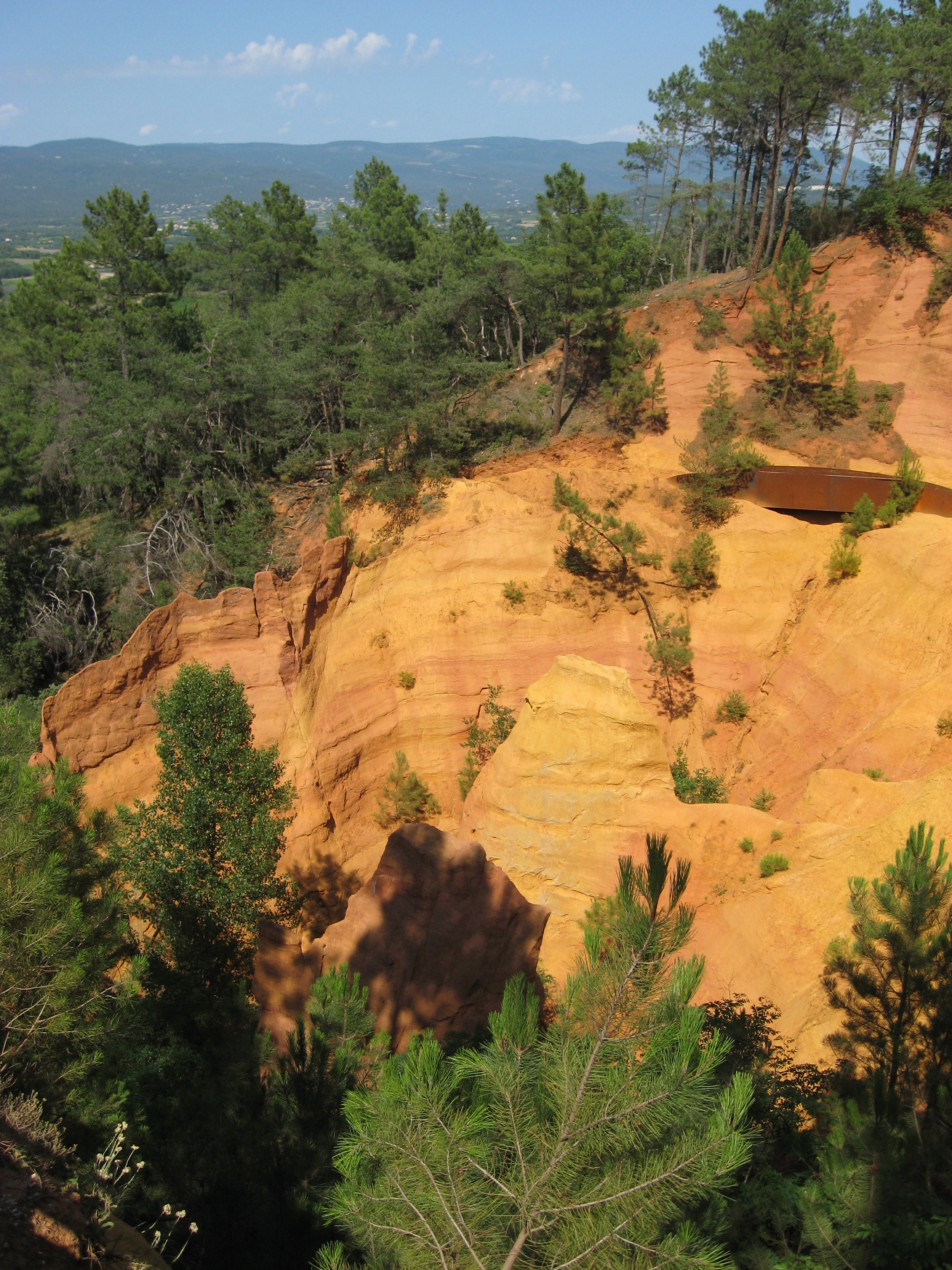
Okergroeve bij Roussillon

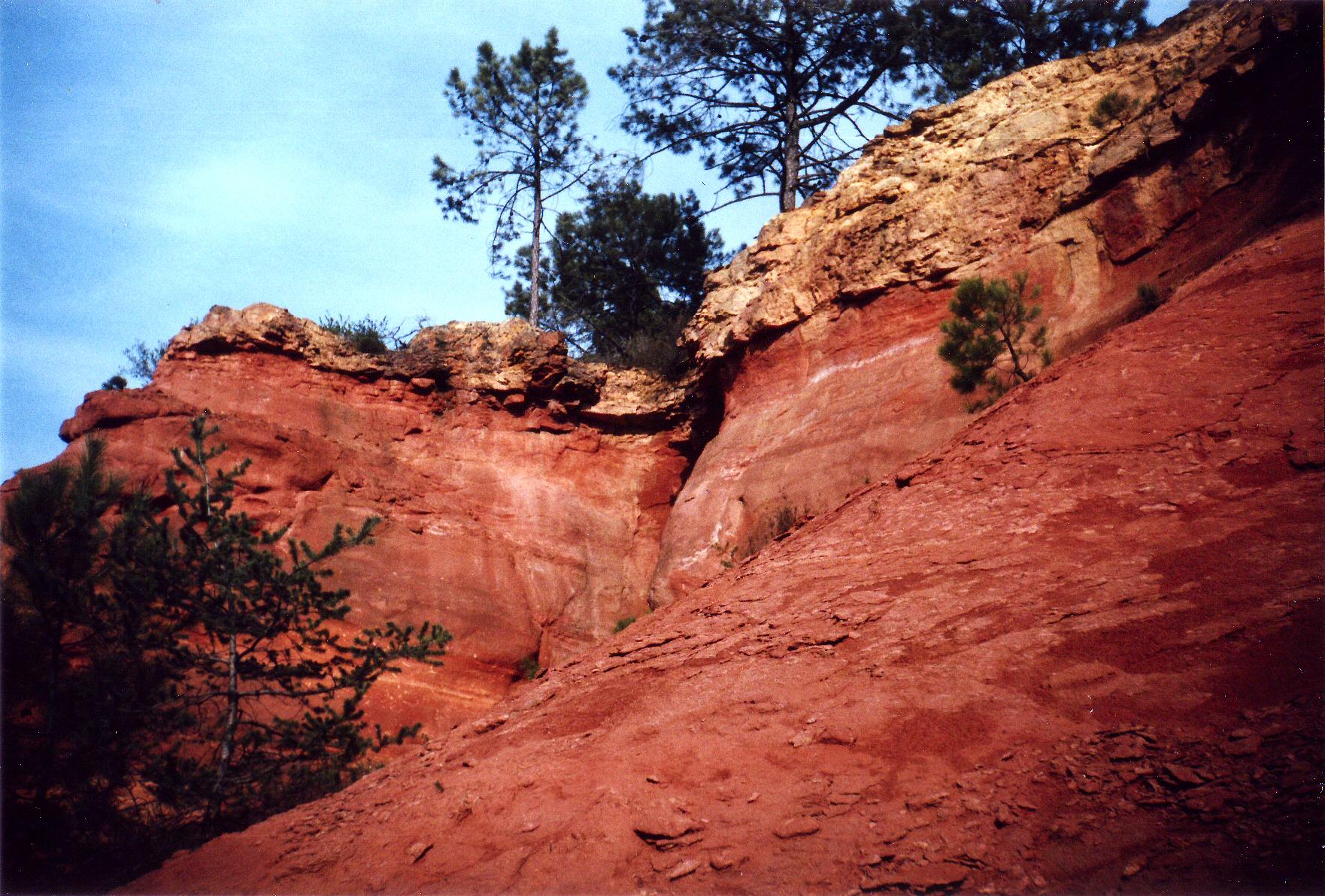
Rode oker in rotsen bij Roussillon

Het pigment is goed dekkend en uitstekend lichtecht in alle schildertechnieken.
Het woord oker stamt van het Griekse woord ochros dat geelachtig betekent. Er bestaat dan ook een pigment gele oker.
Rode en gele okerpigmenten worden onder andere gewonnen aan het aardoppervlak in Minas Gerais in Brazilië. Ook in die omgeving zijn rotstekeningen gevonden uit de prehistorie.

## Voorbeelden van gebruik

#### Prehistorisch Zuid-Afrika
In een grot in de buurt van Kaapstad, de Blombos Grot zijn duizenden stukjes gladgeschuurde oker gevonden. Een aantal stukjes vertoonden door mensen gemaakte patronen in de vorm van krassen. Deze bekraste stukjes oker dateren van ongeveer 77.000 jaar geleden. Men gist dat het gebruik van dit rode mineraal door de prehistorische mensen in verband gebracht werd met de menstruatie (vruchtbaarheid). De bekraste stukjes oker zijn een van de vroegste bewijzen van menselijk gedrag. Men denkt ook dat verpulverde rode oker als polijstmiddel werd gebruikt, voor het polijsten van ivoor. De kleurstof is vanaf de prehistorie tot dit moment volop in gebruik. Soms werden, in verband met voorouderverering, skeletten met rode oker gekleurd, als teken van vruchtbaarheid en wedergeboorte.

#### Oude Egypte
De wandschilderingen (die vaak foutief "fresco's" worden genoemd) in het oude Egypte zijn voornamelijk met een achttal pigmenten van oker gemaakt, gaande van geel over oranje, rood en bruin. Daarenboven werd ook houtskool en roet gebruikt voor zwart. Als penseel gebruikte men rietstengels van variërende dikte, waarvan een uiteinde vezelig werd gemaakt door insnijden en bekloppen, en dat eerst in water werd gedompeld. Hiermee werd de okerverf dan op de droge kalklaag van de wand aangebracht, of eventueel ook op canvas of op papyrus.

#### Inheemse bevolking van Noord-Amerika
Rode oker werd door de prehistorische Maritiem-Archaïsche cultuur van oostelijk Noord-Amerika als waardevol beschouwd en werd vaak gebruikt als grafgift. De Beothuk, de oorspronkelijke inheemse bevolking van Newfoundland, bedekten zowel hun lichaam als hun kano's en andere gebruiksvoorwerpen met rode oker. Hierdoor werden ze "Red Indians" (rode indianen) genoemd.

#### Newfoundlandse architectuur
In de sterk op visserij gerichte Oost-Canadese provincie Newfoundland en Labrador, en dan voornamelijk op het eiland Newfoundland, is rode oker een belangrijke kleur in de vernaculaire architectuur. Typisch Newfoundlandse visserijgebouwen, zoals fishing stages, zijn traditioneel geschilderd in een verf gemaakt op basis van rode oker.